# 3778 Regge
3778 Regge (1984 HK1) là một tiểu hành tinh vành đai chính được phát hiện ngày 26 tháng 4 năm 1984 bởi W. Ferreri ở La Silla.